# Seward (Nebraska)
Seward – miasto w Stanach Zjednoczonych, w stanie Nebraska, siedziba hrabstwa Seward.